# Coleophoma crateriformis
Coleophoma crateriformis är en svampart som först beskrevs av Durieu & Mont., och fick sitt nu gällande namn av Franz Xaver von Höhnel 1925. Coleophoma crateriformis ingår i släktet Coleophoma, divisionen sporsäcksvampar och riket svampar.   Inga underarter finns listade i Catalogue of Life.